# Donji Zelenikovac
Donji Zelenikovac är en kulle i Bosnien och Hercegovina.   Den ligger i entiteten Federationen Bosnien och Hercegovina, i den södra delen av landet, 90 km sydväst om huvudstaden Sarajevo. Toppen på Donji Zelenikovac är 393 meter över havet, eller 36 meter över den omgivande terrängen. Bredden vid basen är 0,76 km.
Terrängen runt Donji Zelenikovac är huvudsakligen kuperad, men åt sydost är den platt. Terrängen runt Donji Zelenikovac sluttar söderut.Närmaste större samhälle är Grude, 3,5 km norr om Donji Zelenikovac. 
Omgivningarna runt Donji Zelenikovac är en mosaik av jordbruksmark och naturlig växtlighet. Runt Donji Zelenikovac är det ganska tätbefolkat, med 93 invånare per kvadratkilometer.